# Källskär (Kökar, Åland)
Källskär är en ö i Ålands skärgård. Ön tillhör Kökars kommun i landskapet Åland och ligger i Skärgårdshavet, cirka 58 kilometer öster om Mariehamn. Ön är 36,8 hektar stor och sträcker sig ungefär en kilometer i sydväst–nordöstlig riktning. Dess högsta punkt ligger cirka 30 meter över havet.

## Historia
Mellan 1958 och 1983 bodde friherre Göran Åkerhielm på Källskär under sommarmånaderna. Han var folkbokförd i Kökar. Åkerhielm bodde först i en enkel fiskestuga på öns norra del. År 1965 köpte han öns mellersta del och påbörjade där ett större byggprojekt.
Åkerhielm lät arkitekten Reima Pietilä rita en ny stuga. Byggmaterialet tillverkades i Österbotten och fraktades med båt till ön 1969. Bland besökarna fanns konstnären och författaren Tove Jansson. Det lusthus på ön som ofta kallas "Muminhuset" inspirerade henne att skapa Muminhusets spira i sina böcker. Jansson målade även tavlan ovanför storstugans öppna spis.
För att skydda ön från stormar byggde Åkerhielm en vågbrytare av naturmaterial. Han samlade matjord ur öns bergsskrevor, bad gäster att ta med ytterligare jord från grannöar och komposterade allt avfall till gödsel för trädgården.

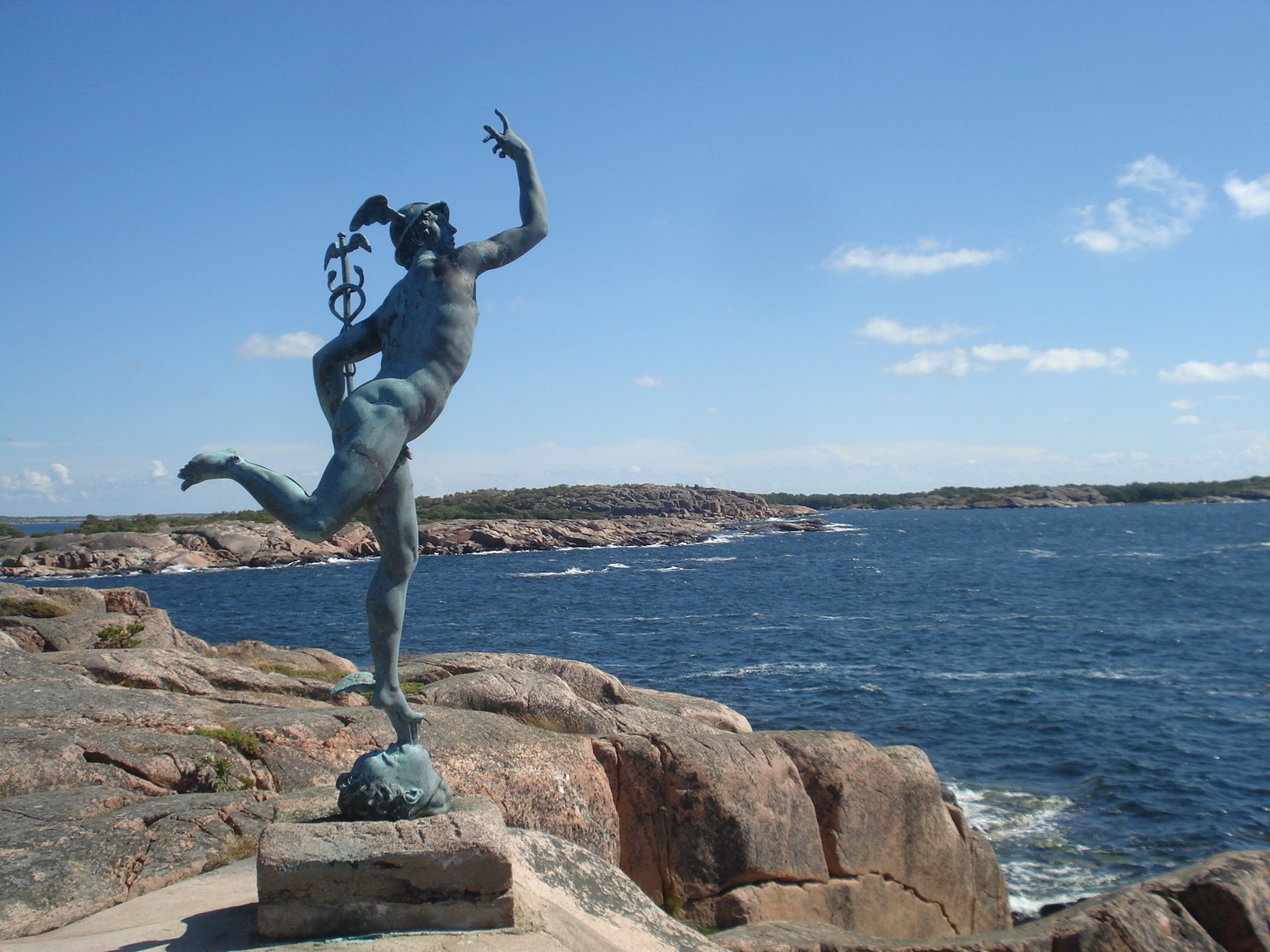
Staty av Hermes på Källskär.

I trädgården placerades flera marmor- och bronsstatyer, bland annat en staty av den grekiska guden Hermes.
Nära öns hamn finns flera mindre byggnader samt en stuga som används som stipendiebostad för konstnärer och kulturarbetare. Verksamheten administreras av Ålands kulturdelegation.
År 1984 donerade Åkerhielm byggnader och mark till Ålands landskapsregering.

## Delöar
- Källskär 59°52′25″N 20°54′06″Ö / 59.87367°N 20.90177°Ö
- Källskärs skatan 59°52′17″N 20°53′57″Ö / 59.87127°N 20.89914°Ö